# Proxenus

Proxenus är ett släkte av fjärilar som beskrevs av Gottlieb August Herrich-Schäffer 1850. Proxenus ingår i familjen nattflyn, Noctuidae.
Släktet slogs samman med släktetAthetis av Robert W. Poole, 1989, men bröts ur igen 2010.

## Dottertaxa tillAthetis, i alfabetisk ordning[1]
- Proxenus mendosa (McDunnough, 1927)
- Proxenus mindara (Barnes & McDunnough, 1913)
- Proxenus miranda (Grote, 1873)